# マルカンドレ・アムラン
マルカンドレ・アムラン（Marc-André Hamelin, 1961年9月5日 - ）は、フランス系カナダ人のピアニスト。

## 人物・来歴
ケベック州モントリオール出身。5歳でピアノを始め、9歳になるとカナダ音楽コンクールの首席を獲得した。父親は、職業は薬剤師であったが、ピアニストとしても辣腕だったようで、まだ幼い息子をシャルル＝ヴァランタン・アルカンやニコライ・メトネル、カイホスルー・シャプルジ・ソラブジの作品へと導いた。そして、ルドルフ・ガンツの練習法から編み出したという『対称的練習法』（Symmetrical Inversion）をアムランに教えた。これは、「レ」もしくは「ラ♭」を中心として右手と対称的な音形を左手に弾かせるというもので、アムラン曰く「脳と手が直結する」練習だという。
イヴォンヌ・ユベールやハーヴィ・ウィーディーン、ラッセル・シャーマンらに師事した後、モントリオールのヴァンサン・ダンディ音楽院に学び、フィラデルフィアのテンプル大学に進んだ。1985年のカーネギーホール国際アメリカ音楽コンクールで優勝。
演奏至難なことで有名なレオポルド・ゴドフスキーやシャルル＝ヴァランタン・アルカンのような19世紀の、そしてソフィー＝カルメン・エックハルト＝グラマッテやレオ・オーンスタイン、ニコライ・ロスラヴェッツ、フレデリック・ジェフスキーなどの20世紀の比較的マイナーな作曲家の再発見に努めてきたことで知られる。かつては現代作曲家の初演を手掛けることもあったが、現在では少なくなった。1989年のゴドフスキー録音（Musica Viva MVCD1026）により、著名な批評家ハロルド・ショーンバーグに「スーパー・ヴィルトゥオーゾ」と称されたが、近年のインタビューでは、そのような称号は忌避しており、「作曲家の思想を伝える媒体になることを一番気にかけている」という。
日本へは、1997年（この時はファンによる自主公演）、2000年、2003年、2004年、2005年と2006年に来日している。2001年にはフェルッチョ・ブゾーニの『ピアノ協奏曲』、2004年にはメトネルの『ピアノ協奏曲第2番』の日本初演を行い、好評を博した。

## 演奏スタイル
苦労の跡を見せない超絶技巧と洗練された演奏様式によって国際的に有名で、名声を確立したのはアルカン、ゴドフスキー、メトネル、自作のような高技巧作品によってである。ただしアムランは、ストラヴィンスキーの『ペトルーシュカからの3楽章』やリストの『ハンガリー狂詩曲第6番』のような、いわゆる「技巧をひけらかすだけの曲」は演奏しないと語っており、あくまで取り上げるのは技巧と内容を兼ね備えた曲だけだと語っている。

## ディスコグラフィー
ハイペリオン・レコードに多岐にわたる録音を残しており、ゴドフスキーの『ショパンのエチュードによる練習曲』全集は、2000年度グラモフォン賞に輝いた。カナダ政府からはカナダ勲章を、そしてケベック州政府からケベック国家勲章を叙勲された。ジュノー賞のClassical Album of the Year - Solo or Chamber Ensemble部門を1996・97・98年、03年および08年に受賞。

## プライベート
妻のソプラノ歌手ジョディ・カリン・アップルバウム（Jody Karin Applebaum）とは夫婦で共演したCDを出していたが、現在離婚協議中である。アムランは現在、ボストンのラジオ局WGBHのホストを務めるキャシー・フラーと共に同地に居住している。
かつては眼鏡をかけていたが、レーシック手術を受けて以降は外している。

## 作曲・編曲
アムランは『短調による12の練習曲』など、作曲も手懸けている。作品は、抜粋演奏をフョードル・アミロフがチャイコフスキーコンクールの予選会で披露したように、作曲者以外によってもしばしば演奏されている。
演奏する曲の中でアムランの持ち味である技巧を駆使して個性的な編曲を入れることがある。その例として、リストの『ハンガリー狂詩曲第2番』に挿入されているアムラン独自のカデンツァは比較的よく知られており、カデンツァ自体が3分と長いのは珍しく、黒鍵グリッサンド、強烈な不協和音の連続が特徴的である。また、シャルル＝ヴァランタン・アルカンの影響が随所に見られ、アルカンの『両手ユニゾンのための練習曲』作品76-3の引用も登場する。

### 短調による12の練習曲
2009年に全12曲が完成。曲集の名はアルカンの『短調による12の練習曲』を意識したものであり、本人によると曲集全体でアルカンとゴドフスキーへのオマージュとのこと。いずれの曲も大変難易度が高く、演奏至難な作品ばかりである。アムラン自身でさえ、インタビューで「作曲では楽器を使わないため、弾いてみるととても難しい」と語っている。当初作曲していた第1番『熊蜂の飛行による』と第11番『タンゴ』は撤回され、現在のものに差し替えられた。第2番、第5番、第6番、第8番、第11番、第12番はアムランの自作曲。全曲に本人の録音が存在し、発売されている。全曲を通しての初演は、2010年8月にドイツのフズム音楽祭で行われた。
- 第1番 イ短調『ショパンによるトリプル・エチュード』 "Triple Étude, after Chopin" （1992年完成）
同年のフズム音楽祭で披露された[11]。ゴドフスキーの構想を引き継ぎ、ショパンの練習曲からイ短調で書かれた作品10-2、作品25-4、作品25-11（『木枯らし』）の3曲を融合させている。
- 第2番 ホ短調『ベレニケの髪』 "Coma Berenices" （2008年完成）
原題の "Coma Berenices" は「かみのけ座」のことであるが、アムランによれば星座には直接関係はなく、むしろ星座の名前の由来となったベレニケ2世の美しい髪に関係しているという[12]。
また、単語の "coma" が「髪」のほかにも「昏睡」という意味も持っているため、明らかな誤訳であるものの、日本では『昏睡したベレニケ』と表記される場合もある。
- 第3番 ロ短調『パガニーニ＝リストによる』 "after Paganini-Liszt" （1993年完成）
『ラ・カンパネラ』の主題による。
- 第4番 ハ短調『アルカンの無窮動風練習曲による』 "Étude à mouvement perpétuellement semblable, after Alkan" （2005年完成）
アルカンの『ピアノ独奏による交響曲 第4楽章』作品39-7と『両手ユニゾンのための練習曲』作品76-3、『イソップの饗宴』作品39-12による。
- 第5番 ト短調『グロテスクなトッカータ』 "Toccata grottesca" （2008年完成）
- 第6番 ニ短調『ピアノフォルテのための練習曲、スカルラッティを讃えて』 "Esercizio per pianoforte, Omaggio a Domenico Scarlatti" （1992年完成）
- 第7番 変ホ短調『チャイコフスキーによる左手のための練習曲』 "after Tchaikovsky, for the left hand alone" （2006年完成）
チャイコフスキーの歌曲『子守唄』作品16-1による。
- 第8番 変ロ短調『ゲーテの魔王による』 "Erlkönig, after Goethe" （2007年完成）
ドイツの詩人ヨハン・ヴォルフガング・フォン・ゲーテの『魔王』から着想を得て作曲された。
- 第9番 ヘ短調『ロッシーニによる』 "after Rossini" （1987年完成）
ロッシーニの『踊り（ラ・ダンツァ）（英語版）』による。
- 第10番 嬰ヘ短調『ショパンによる（黒い想念のために）』 "after Chopin ("pour les idées noires")" （1990年完成）
ショパンの『黒鍵のエチュード』作品10-5による。
- 第11番 嬰ハ短調『メヌエット』 "Minuetto" （2009年完成）
本曲集の中では最後に完成した作品であり、偶然にも本曲の終止が次の『前奏曲とフーガ』の開始と似ていたため、アムランは「最も早くに書かれた練習曲と最も最後に書かれた曲がまるで一体化しているかのようにつながるのは、個人的には興味深いことだった」と述べている[12]。
- 第12番 変イ短調『前奏曲とフーガ』 "Prelude and Fugue" （1986年完成）
本曲集の中では最初に完成した作品であり、アムランにとっても最初の規模の大きな作品となった。1993年にカナダの出版社ドーベルマン＝イッパン（英語版）から刊行された出版譜で、アムランは次のようにコメントした。「思い返してみると、このフーガはとりわけ当時学習していたブゾーニのピアノ協奏曲のタランテラ的な第4楽章とかなり共通するものがあるように思われる。この作品をこのように恐ろしいほど苛酷なヴィルトゥオーゾ的仕掛けの集合体にすることは決して意図してはいなかった。私は単に、むしろ滑稽で、ありふれたフーガ主題を展開し拡張する可能性をいくらか追求したかったのである。この作品は、自らの力で、私が当初思いもしなかった方向へと進み出したのだ！ とでも述べておこう」[13]。

### その他
- ある架空のピアノ交響曲のための序奏 - ソラブジを讃えて
- 小さなノクターン[14]
- ミニマル・リスト
- 主題と変奏「Cathy's Variations」
- Con Intimissimo Sentimento ～最も親密な思いをこめて～
ピアノのためのオリジナル曲及び編曲集[15]。
- パガニーニの主題による変奏曲（2011年）
- ピアノのためのバルカローレ（2013年）
- 「武装した人」によるトッカータ（2017年）- ヴァン・クライバーン国際ピアノコンクール課題曲として作曲された。アムラン本人を含む多数のピアニストによる演奏がある。
- 古風な組曲（Suite à l'ancienne/Suite in the old style）（2021年）-「武装した人」によるトッカータ に感銘を受けた、工藤奈帆美レイチェルによる委嘱作品。

### 自動演奏ピアノのための作品
- 2台の自動演奏ピアノのためのサーカス・ギャロップ
当初は1台用だったが、MDG（Musikproduktion Dabringhaus & Grimm）から発売された録音では2台の自動演奏ピアノを用いている。アムランは、CDのライナーノートで「この作品はあらゆる意味できわめて誇大（excessive）なものであり、その一つの結果として、この作品には圧縮空気で動作するピアノ1台では処理しきれないほどの音があり、したがって2台用にする必要があった」と述べている。
- 五声のソルフェジット「C.P.E.バッハによる」
- ポップ・ミュージック[16]

3曲とも自動演奏ピアノによるCD録音がMD+Gより発売されている。

## 出版
アムランの作品のほとんどはソラブジ・アーカイブから出版されており、入手可能である。練習曲集やパガニーニ変奏曲、他はPeters社から出版されている。

## 受賞歴
- 1985 – カーネギーホール国際アメリカ音楽コンクール一等賞
- 1989 – Virginia-Parker Preis (Kanada)
- 1992 – Preis der deutschen Schallplattenkritik
- 1994 – Preis der deutschen Schallplattenkritik
- 1996 – Juno Award
- 1996 – Cannes Classical Award
- 1996 – Preis der deutschen Schallplattenkritik
- 1997 – Juno Award
- 1997 – Preis der deutschen Schallplattenkritik
- 1998 – Preis der deutschen Schallplattenkritik
- 1998 – Juno Award
- 1998 – Opus Award (Kanada), Interpret des Jahres
- 1999 – Juno Award
- 1999 – Opus Award, Persönlichkeit des Jahres
- 2000 – Preis der deutschen Schallplattenkritik
- 2002 – Gramophone Award
- 2002 – Australian Soundscape Award
- 2002 – Preis der deutschen Schallplattenkritik (dreimal auf der Bestenliste vertreten)
- 2003 – Internationaler Großer Preis der Franz Liszt-Akademie
- 2003 – Order of Canada, Officer (höchste kanadische Auszeichnung für Zivilisten)
- 2004 – Ordre national du Québec, Chevalier
- 2004 – Internationaler Schallplattenpreis in Cannes